# Jack Bresenham
Jack Elton Bresenham (* 11. Oktober 1937 in Clovis, New Mexico) ist ein US-amerikanischer Informatiker, der für IBM in den 1960er Jahren Computeralgorithmen zur Darstellung von Linien (Strecken, Kreise, ...) auf einem Computerbildschirm entwickelte. 
Da ein Bildschirm aus einer endlichen Anzahl Pixeln besteht, eine geometrische Figur aber unendlich viele Punkte umfasst, ist eine exakte Darstellung nicht möglich. Bei der Anzeige sollte eine Figur durch diejenigen Pixel dargestellt werden, die sie am besten approximieren, das heißt, durch die Pixel, die am nächsten an der idealen Linie liegen. Für dieses Problem hat Bresenham den Bresenham-Algorithmus entwickelt, der heute zu den gängigen Standards in Grafikbibliotheken zählt.